# هارمونی، شهرستان جفرسون، ایلینوی
هارمونی (به انگلیسی: Harmony) یک منطقهٔ مسکونی در ایالات متحده آمریکا است که در شهرستان جفرسون، ایلینوی واقع شده‌است. هارمونی ۱۶۴٫۹ متر بالاتر از سطح دریا واقع شده‌است.